# El laberint dels esperits
El laberint dels esperits és una novel·la de Carlos Ruiz Zafón publicada el 2016. És el quart i últim llibre de la saga del Cementiri dels llibres oblidats, un cicle de quatre novel·les interconnectades i ambientades en la Barcelona misteriosa i gòtica que va des de l'era de la Revolució Industrial fins als anys posteriors a la Guerra Civil espanyola.
Amb aquesta quarta novel·la de la sèrie que ha estat traduïda a més de 36 idiomes, Zafón torna a portar al lector a una Barcelona gòtica, fosca i assetjada pels efectes que va deixar la guerra, no només als seus carrers sinó en els protagonistes.

## Argument
Daniel Sempere, Fermín Romero de Torres i la Llibreria Sempere i Fills tornen a ser protagonistes en la Barcelona de la dècada dels anys 50. Daniel, assetjat per la ràbia i la necessitat de venjar la mort de la seva mare, Isabella, descobrirà un entramat de crims i violacions del règim de Francisco Franco que un nou personatge, Alicia Gris, ajudarà a resoldre.
La desaparició d'un alt funcionari del govern de Francisco Franco, Mauricio Valls, desencadenarà una trama de persecució, assassinats, suspens i misteris abrigats sota la manta lúgubre i fosca de Barcelona.
Al centre de la recerca d'aquesta desaparició hi ha un nou personatge, Alicia Gris. Aquesta jove té un passat turmentós i està relacionada de manera directa amb l'intrèpid Fermín Romero de Torres que li va salvar la vida quan ella era una nena.
Gris, que es mostra davant el lector com una dona freda que oculta una capa turmentada, es dedicarà de ple al cas de Mauricio Valls, al costat del seu company el capità Vargas, que descobreixen un entramat de mentides en les quals el règim de Franco és el principal sospitós.
Amb aquest llibre, Zafón s'endinsa en els més foscos detalls d'una època dura per a Espanya, en la qual milers van resultar afectats i de la qual encara avui existeixen seqüeles que han estat documentades.
Com en els lliuraments anteriors, Fermín Romero de Torres i Daniel Sempere seran una clau per descobrir el veritable motiu de la trama, però no seran els únics, ja que el fill de Daniel, Julián, acabarà tenint un paper imprescindible en aquesta història.